# Châteauneuf-du-Rhône
Châteauneuf-du-Rhône é uma comuna francesa na região administrativa de Auvérnia-Ródano-Alpes, no departamento de Drôme. Estende-se por uma área de 27,27 km². Em 2010 a comuna tinha 2 776 habitantes (densidade: 101,8 hab./km²).